# Molophilus (Molophilus) diacanthus
Molophilus (Molophilus) diacanthus is een tweevleugelige uit de familie steltmuggen (Limoniidae). De soort komt voor in het Neotropisch gebied.